# Валентино Гало
Валентино Гало (итал. Valentino Gallo; Сиракуза, 17. јул 1985) је италијански ватерполиста. У прошлој сезони играо је за италијански клуб Посилипо. Са репрезентацијом Италије освојио је Светско првенство у ватерполу 2011. у Шангају, сребро на Олимпијским играма 2012. у Лондону и бронзу на Европском првентву 2014. у Будимпешти.